# Khan Shatyr Entertainment Center
Centro de Entretenimento de Khan Shatyr, ou simplesmente Khan Shatyr ("Marquise Real") é a mais alta tenda e estrutura tênsil do mundo. Consiste em uma tenda transparente gigante em Astana, capital do Cazaquistão. O projeto arquitetônico foi apresentado pelo presidente do Cazaquistão Nursultan Nazarbayev em 9 de dezembro de 2006.
Com uma capacidade de aproximadamente 10 estádios de futebol, a tenda possui 150m de altura e uma base elíptica de 200m que cobre 140.000 metros quadrados.